# Supercoppa di Lega di Prima Divisione 2011
La Supercoppa di Lega di Prima Divisione 2011 è stata la 12ª edizione della Supercoppa di Serie C. Nel torneo si affrontano le vincitrici dei due gironi della Lega Pro Prima Divisione 2010-2011. L'edizione venne vinta dalla Nocerina per la prima volta nella sua storia.

## Squadre partecipanti
Le squadre partecipanti all'edizione 2011:
- Gubbio Vincitrice girone A di Lega Pro Prima Divisione 2010-2011
- Nocerina Vincitore girone B di Lega Pro Prima Divisione 2010-2011

## Formula
La formula prevede che le due squadre si affrontino in una gara di andata ed in una di ritorno, la vincitrice dell'edizione sarà quella che avrà segnato più gol in entrambe le gare. In caso di arrivo a pari reti, la vittoria dell'edizione verrà data alla squadra che ha segnato il maggior numero di gol in trasferta. In caso che anche i gol in trasferta segnati dalle compagini siano uguali, si procederà ai calci di rigore.

## Incontri
| Arbitro: | Bindoni (Venezia) |

|          |           |               |
| Daud 70’ | Marcatori | 90+3’ Marsili |

| Arbitro: | Borrielo (Mantova) |

|              |           |  |
| Castaldo 85’ | Marcatori |  |